# Arvika högre allmänna läroverk
Arvika högre allmänna läroverk var ett läroverk i Arvika verksamt från 1858 till 1968.

## Historia
Skolan grundades 1858 som ett lägre elementarläroverk, först tvåårigt men från 1866 treårigt och från 1898 femårigt, från 1879 med namnet Arvika lägre allmänna läroverk. 1905 ombildades skolan till en realskola, från 1929 samrealskola. 1936 blev skolan Arvika högre allmänna läroverk efter införandet av ett gymnasium. Läroverksbyggnaden ritades av stadsarkitekten Gustaf Birch-Lindgren och uppfördes 1930-33. Tillbyggnaden från 1954 ritades av stadsarkitekten Werner Gjerming. 1968 upphörde läroverket och blev ett gymnasium med namnet Solbergagymnasiet. Studentexamen gavs från 1939 till 1968 och realexamen från 1907 till 1966.